# 브라이언 스칼라브라인

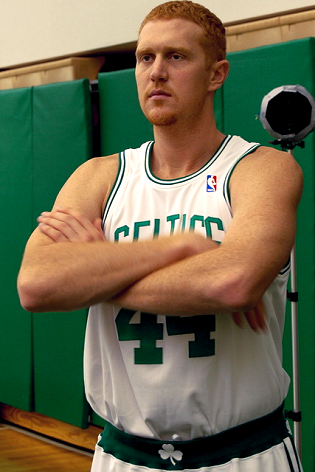

브라이언 스칼라브라인(Brian Scalabrine, 본명: 브라이언 데이비드 스칼라브라인, Brian David Scalabrine, 1978년 3월 18일 ~ )은 "화이트 맘바"라는 별명을 갖고 있으며 현재 전미 농구 협회(NBA) 보스턴 셀틱스의 텔레비전 분석가로 활동하고 있는 미국의 전직 프로 농구 선수이다. 또한 시리우스XM NBA 라디오(SiriusXM NBA Radio)에서 평일 오전 7시부터 오전 10시(동부 표준시)까지 방송되는 "The Starting Lineup"의 공동 진행자이기도 하다.
워싱턴주 이넘클러(Enumclaw)에서 자란 스칼라브라인은 하이라인 칼리지에서 편입한 후 서던캘리포니아 대학교에 다녔다. USC 트로잔스 남자 농구팀의 일원으로서 스칼라브라인은 최고 득점자이자 필드 골과 리바운드 부문의 선두주자였다. 대학에서도 센터 포지션을 맡았다.
뉴저지 네츠는 2001년 NBA 드래프트 2라운드에서 그를 선택했다. 네츠는 처음 2년 동안 연속 NBA 결승전에 출전했으며 스칼라브라인은 팀에서 4시즌을 뛰었다. 2005년에 보스턴 셀틱스와 계약을 맺고 2008년에 팀과 함께 우승을 차지했다. 셀틱스는 2010년 NBA 결승전에도 출전했다. 스칼라브라인은 다음 시즌 시카고 불스와 계약을 맺고 2012년까지 함께 뛰었다. NBA 경력 전반에 걸쳐 스칼라브라인은 백업 파워 포워드로 활동했다.
2013년에 마크 잭슨 (농구인)은 스칼라브라인이 골든스테이트 워리어스의 코칭 스태프에 합류할 것이라고 발표했다. 2014년 스칼라브라인은 보스턴 지역 방송에서 셀틱스 게임 분석가로 일했다.

## 경력
- 뉴저지 네츠(2001~2005)
- 보스턴 셀틱스(2005~2010)
- 시카고 불스 (2010-2011)
- 트레비소 (2011)
- 시카고로 복귀(2011~2012)
- 빅3 리그 (2017)